# Controller Pilot Data Link Communications
Controller-pilot data link communication (afgekort tot CPDLC) is een manier van communiceren tussen de piloot en de luchtverkeersleiding (ATC) die gebruik maakt van tekstberichten. Deze tekstberichten kunnen gaan over de hoogteveranderingen, koersveranderingen, enzovoort. Deze berichten zijn meestal allemaal voorgeprogrammeerd. Maar er is ook een mogelijkheid om zelf berichten in te typen. Door het gebruik van deze berichten is het mogelijk om de mondelinge communicatie met 75% terug te dringen. Wanneer vliegtuigen willen gaan communiceren via CPDLC moeten zij en de luchthaven uitgerust zijn met dit systeem. Vliegtuigen kunnen uitgerust worden met o.a. FANS 1/A of het meer performante ATN-B1 systeem. CPDLC is oorspronkelijk door Boeing en Airbus ontworpen voor lange trans-Atlantische vluchten en dateert al van 1990.

## Noodzaak
De manier van communiceren in ons huidig luchtruim is opgebouwd uit een Air Traffic Controller die een mondelinge conversatie voert met meerdere vliegtuigen die op dezelfde frequentie band zitten. In een druk luchtruim wordt deze mondelinge communicatie een knelpunt. 
De kans dat twee piloten tegelijk tegen de luchtverkeersleider beginnen spreken is reëel. Om de situatie voor de verkeersleiding overzichtelijk te houden wordt het luchtruim opgedeeld in kleinere blokken met elk hun eigen frequentie en luchtverkeersleiders. Deze methode brengt echter een aantal problemen met zich mee, zoals: 
- Handover traffic: Er zullen veel vluchten zijn die van het ene luchtruim naar het andere vliegen. Hiervoor is nog meer communicatie nodig en is een goede samenwerking tussen de luchtverkeersleiding vereist.

- Frequenties: de hoeveelheid bruikbare frequenties boven druk bevlogen gebieden is beperkt.

In veel situaties is het dus niet meer mogelijk om een luchtruim verder op te delen in kleinere delen. CPDLC kan hier een oplossing bieden.

## Gebruik

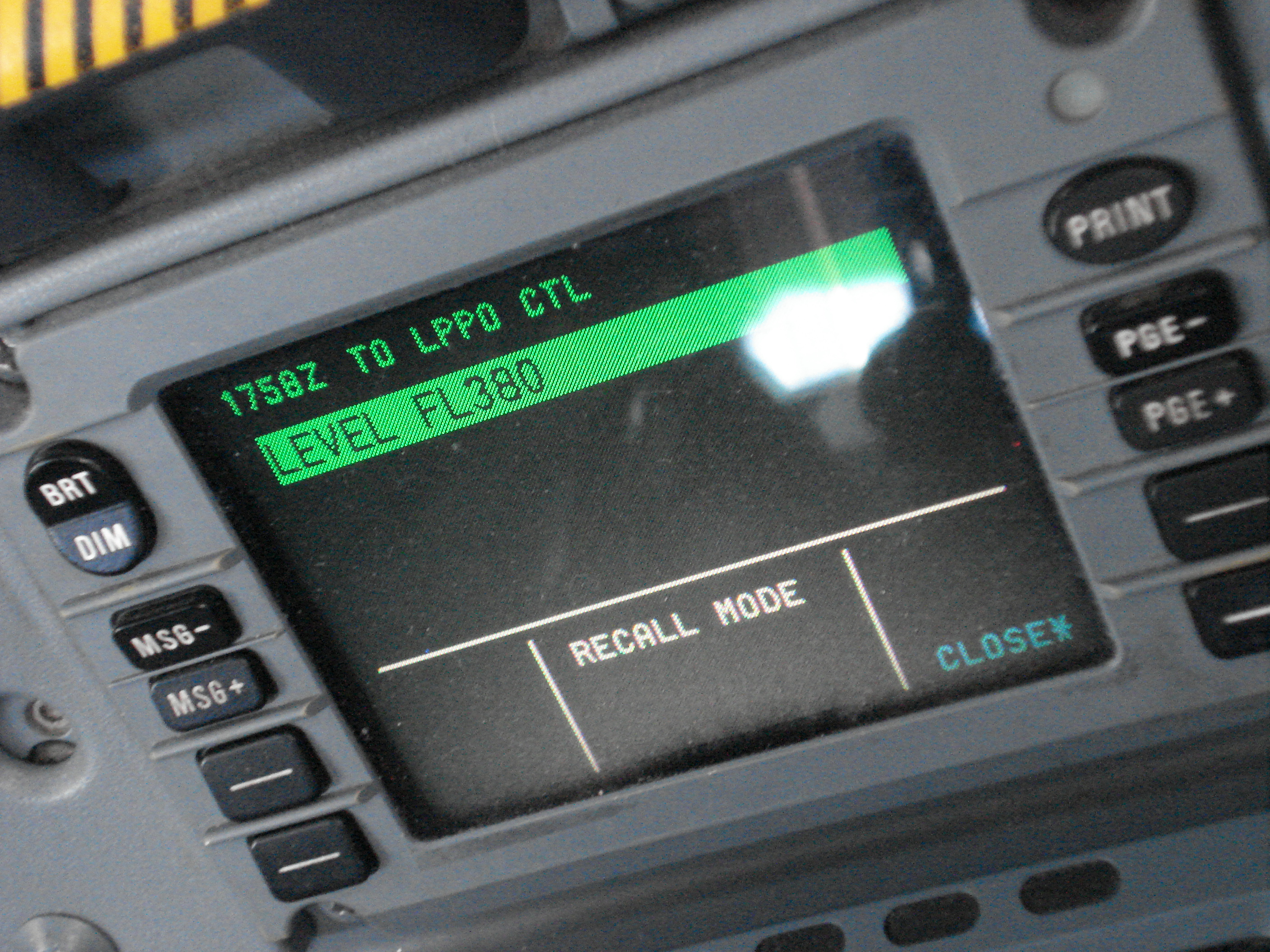
Een deel van een Datalink Control and Display Unit op een Airbus A330.

Het systeem wordt door de piloten bediend via een Multi-Function Control and Display Unit (MCDU) en/of een Datalink Control and Display Unit (DCDU). Hierop kunnen ze de berichten aflezen en zelf berichten typen of een voorgeprogrammeerd bericht verzenden. Via de MCDU kunnen ook andere vliegtuigsystemen bediend worden zoals de Flight Management Computer.
In Europa wordt CPDLC voornamelijk gebruikt in het hogere luchtruim. Vliegtuigen krijgen instructies die niet "time-critical" zijn via deze weg: een kortere route, toelating om te klimmen of te dalen of een nieuwe radiofrequentie die gecontacteerd dient te worden. Deze technologie vervangt de klassieke radiocommunicatie via de VHF band niet; ze wordt parallel gebruikt om de drukte op de frequenties te verlagen.
Ook op trans-Atlantische vluchten en vluchten over Afrika wordt CPDLC gebruikt. De klassieke radiocommunicatie gaat via de HF frequentieband. Die heeft een veel groter bereik dan VHF, maar de communicatie over HF gaat vaak moeizaam.

## Werking
Het CPDLC systeem is een technisch zeer ingewikkeld communicatiesysteem.
Het systeem zit ingewerkt in het Aircraft Communications Addressing and Reporting System (ACARS) systeem, dat op zijn beurt verbonden is met het datanetwerk van een externe provider (SITA of Arinc). Dit wil niet zeggen dat CPDLC en ACARS dezelfde systemen zijn. Het ACARS systeem is vooral gericht op communicatie tussen de maatschappij en het vliegtuig. Terwijl CPDLC gericht is op communicatie tussen de ATC en het vliegtuig. CPDLC kan voor communicatie net zoals het ACARS systeem gebruik maken van HF, VHF en satcom.